# ذمار علي وتر
ذمار علي وتر بن كرب إيل بين: مكرب سبئي، وهو ابن كرب إيل بين الأول. كان حكمه فيما بين (542 ق م - 528 ق م) بحسب تقدير هيرمان فون ويسمان،وحوالي (520 ق م - 500 ق م) وفقًا لرأي عالم الآثار كينيث كيتشن.
عُرف ذمار علي وتر من نقشين. الأول يحيي ذكرى توسعت كرب إيل بين لمنحدر مدينة نشق السبئية آنذاك (RES 2865).ونقش آخر يشهد على تشييد المبنى المسمى "فايش" أمام بوابات مأرب مقابل معبد عثتر.ومن المحتمل أنه ذكر في نقش مجزأ آخر.

## مؤلفات
- والتر دبليو مولر (محرر) / هيرمان فون ويسمان: تاريخ سبأ الثاني. الإمبراطورية العظيمة للسبئيين حتى نهايتها في أوائل القرن الرابع قبل الميلاد (Österreichische Akademie der Wissenschaften ، Philosophisch-historyische Klasse. Sitzungsberichte، vol. 402) Verlag der österreichischen Akademie der Wissenschaften Wien، 1982 ISBN 3700105169'ali : ص 252-256).